# Soldiers Three (film)
Soldiers Three is een Amerikaanse avonturenfilm uit 1951 onder regie van Tay Garnett. Het scenario is gebaseerd op een reeks korte verhalen van de Britse auteur Rudyard Kipling.

## Verhaal
In 1918 denkt de Britse generaal Brunswick terug aan zijn periode als kolonel in Brits-Indië. Omstreeks 1880 stond hij er aan het hoofd van een bataljon, dat strijd voerde tegen opstandige inboorlingen.

## Rolverdeling
| Acteur          | Personage         |
| --------------- | ----------------- |
| Stewart Granger | Archibald Ackroyd |
| Walter Pidgeon  | Kolonel Brunswick |
| David Niven     | Kapitein Pindenny |
| Robert Newton   | Bill Sykes        |
| Cyril Cusack    | Dennis Malloy     |
| Greta Gynt      | Crenshaw          |
| Frank Allenby   | Kolonel Groat     |
| Robert Coote    | Majoor Mercer     |
| Dan O'Herlihy   | Sergeant Murphy   |
| Michael Ansara  | Manik Rao         |
| Richard Hale    | Grovind-Lal       |
| Patrick Whyte   | Majoor            |
| Movita          | Cabaretière       |
| Harry Lang      | Winkelier         |